# 316-й гвардейский миномётный полк
316-й гвардейский миномётный полк (316 ГМП или 316 гв. минп) — полное наименование: 316-й гвардейский миномётный Коростеньско-Померанский Краснознамённый, орденов Суворова, Кутузова, Богдана Хмельницкого и Александра Невского полк — гвардейское формирование, воинская часть Вооружённых Сил СССР в Великой Отечественной войне. Лучший полк в Вооружённых силах СССР.

## История полка
5 ноября 1942 г. выходит Постановление ГОКО № 2486сс о формировании пятнадцати гвардейских миномётных полков БМ-13, а 24 ноября 1942 г. выходит приказ № 0147 по штабу Гвардейских миномётных частей КА (ГМЧ КА) Ставки Верховного Главнокомандования (СВГК) Вооружёнными Силами СССР о сформировании 316-го отдельного гвардейского миномётного полка (316 гв. минп).
Полк формировался в Сталинском районе (Москва), ул. Первомайская, школа № 646, по штату 08 / 95 — трёх дивизионный двух батарейный, 24 пусковых установки БМ-13 «Катюша», в составе 3-й тяжёлой гвардейской миномётной дивизии (3 ТГМД, Московский военный округ (МВО)). В состав полка вошли три отдельных гвардейских миномётных дивизиона (огмдн): 444-й огмдн, 445-й огмдн, 446-й огмдн.
31 декабря 1942 года личный состав полка был приведён к военной присяге, а 1 января 1943 года вошёл в историю полка, как день его организации и ежегодно отмечается как полковой праздник.
Боевой путь полка начался с марша в район сосредоточения город Осташков (Северо-Западный фронт (СЗФ)), в подчинении 1-й ударной армии (1 Уд. А). Свой первый залп по немецко-фашистским захватчикам полк произвёл 26 февраля 1943 г. в районе Острея (25 км южнее города Старая Русса).
В Демянскую операцию полк воевал в составе 1-й танковой армии (1 ТА) — «Авангард № 3» (6 тк: 22 тбр, 112 тбр, 200 тбр, 6 мбр, 270 мп, 316 гмп) — Особая группа войск генерала М. С. Хозина.
В марте 1943 г. 316-й ГМП был переброшен под Курск.
В Курскую битву полк, находясь в подчинении Опергруппы ГМЧ Воронежского фронта (ОГ ГМЧ ВорФ), воевал в составе 6-й гвардейской (6 гв. А), 5-й гвардейской (5 гв. А), 27-й (27 А) и 40-й армий (40 А), поддерживая 206-ю, 100-ю, 237-ю и 309-ю стрелковые дивизии (206, 100, 237, 309 сд) 68-ю и 42-я гвардейские стрелковые дивизии (68 и 42 гв. сд), участвовал в освобождении городов Лебедин и Яготин.
В Битве за Днепр полк в составе 40-й армии поддерживал огнём «Катюш» — 47-й и 52-й стрелковые корпуса.
В Киевскую наступательную операцию 316-й полк был в составе 60-й армии (60 А) 1-го Украинского фронта. За участие в освобождении города Коростень Приказом Верховного Главнокомандующего (ВГК) № 44 от 18 ноября 1943 г. полку была объявлена благодарность и присвоено почётное наименование «Коростеньский», а в Москве дан салют двенадцатью артиллерийскими залпами из ста двадцати четырёх орудий.
В декабре 1943 г. 316-й полк был выведен в резерв Верховного Главного командования КА и отправлен на переформирование в Московский военный округ.
В апреле 1944 г. полк был направлен под город Тужиск (юго-западнее города Ковель (Украина)) в состав 69-й армии 1-го Белорусского фронта. В начале июня перенаправлен на правое крыло фронта в состав 28-й армии (28-й А), где активно принимал участие в Белорусской наступательной операции. Освобождая Советскую Белоруссию от немецко-фашистских захватчиков полк в составе 28-й А, были форсированы реки Турья, Ясельда и Западный Буг, освобождены города и села в том числе города Озаричи, Слуцк, Барановичи, Пружаны, Брест и др.
За освобождение города Барановичи Приказом ВГК № 132 от 8 июля 1944 г. полку объявлена благодарность и дан салют в городе Москва, — двадцатью артиллерийскими залпами из двухсот двадцати четырёх орудий. А Указом Президиума Верховного Совета СССР (ПВС СССР) от 27 июля 1944 г. полк был награждён орденом Красного Знамени.
Продолжая наступательные бои, в сентябре 1944 г. полк в составе 47-й и 70-й армий подошёл к столице Польши. После четырёхдневных ожесточённых боёв, действуя в составе 47-й А, 14 сентября 1944 г. освобождена крепость Прага — предместье города Варшава. Указом ПВС СССР от 31 октября 1944 г. полк был награждён орденом Александра Невского.
В ноябре — декабре 1944 г. 316-й ГМП, находясь в подчинении 8-й гвардейской армии (8 гв. А), оборонял занятые позиции и вёл подготовку к предстоящему крупномасштабному наступлению.
4 января 1945 г. выйдя из подчинения 8-й гв. А и войдя в оперативное подчинение 5-й ударной армии, совершил перегруппировку на Магнушевский плацдарм, а затем с 14 февраля 1945 г. в составе 12-го гвардейского танкового корпуса 2-й гвардейской танковой армии (2-й гв. ТА), началась Варшавско-Познанская наступательная операция 1-го Белорусского фронта. Уже к 17 января 1945 г. были освобождены города Варка, Сохачев и Варшава. Приказом ВГК № 223 от 17 января 1945 г. полку была объявлена Благодарность и дан салют в Москве двадцатью четырьмя артиллерийскими залпами из трёхсот двадцати четырёх орудий. А Указом ПВС СССР от 19 февраля 1945 г. полк был награждён орденом Суворова 3-й степени.
Развивая наступления, войска 2-й гв. ТА, при огневой поддержки 316-го ГМП, овладели городами: Любень, Иновроцлав, Цнин, Вонгровец, Шнайдемюль, Дойч-Кроне, Пиритц и Штаргард.
С 10 февраля 1945 г. по 4 апреля 1945 г. была проведена Восточно-Померанская наступательная операция, за которую Приказом ВГК № 057 от 5 апреля 1945 г. полку было присвоено почётное наименование «Померанский».
За овладение городами Голлнов, Штепенитц и Массов — важными опорными пунктами обороны немцев на подступах к Штеттину, Приказом Верховного Главнокомандующего № 295 от 7 марта 1945 г. полку была объявлена благодарность и дан салют в городе Москва, двадцатью артиллерийскими залпами из двухсот двадцати четырёх орудий, а Указом ПВС СССР от 3 мая 1945 г. за овладение городом Альтдамм (Домбе) — орден «Богдана Хмельницкого» 2-й степени.
16 апреля 1945 г. началась решающая Берлинская наступательная операция. 316-й ГМП в составе 1-й гвардейской танковой армии во взаимодействии с 8-й гв. А, мощной артподготовкой, начали наступление на Зееловские высоты. С 25 апреля 1945 г. дивизионы 316-го полка вели ожесточённые бои на улицах Берлина. А 2 мая 1945 г., в районе Берлинского зоологического сада парка Тиргартен, полк произвёл свой последний залп в Великой Отечественной войне. За участие в боях и героическом штурме Берлина — Указом ПВС СССР от 11 июня 1945 г. полк был награждён орденом «Кутузова» 3-й степени.
За время участия в ВОВ солдаты и офицеры 316-го полка 1088 раз были награждены боевыми орденами и медалями СССР. А по количеству наград и почётных наименований, стал лучшим полком среди Гвардейских миномётных частей Красной Армии (ГМЧ КА).

## Послевоенный период

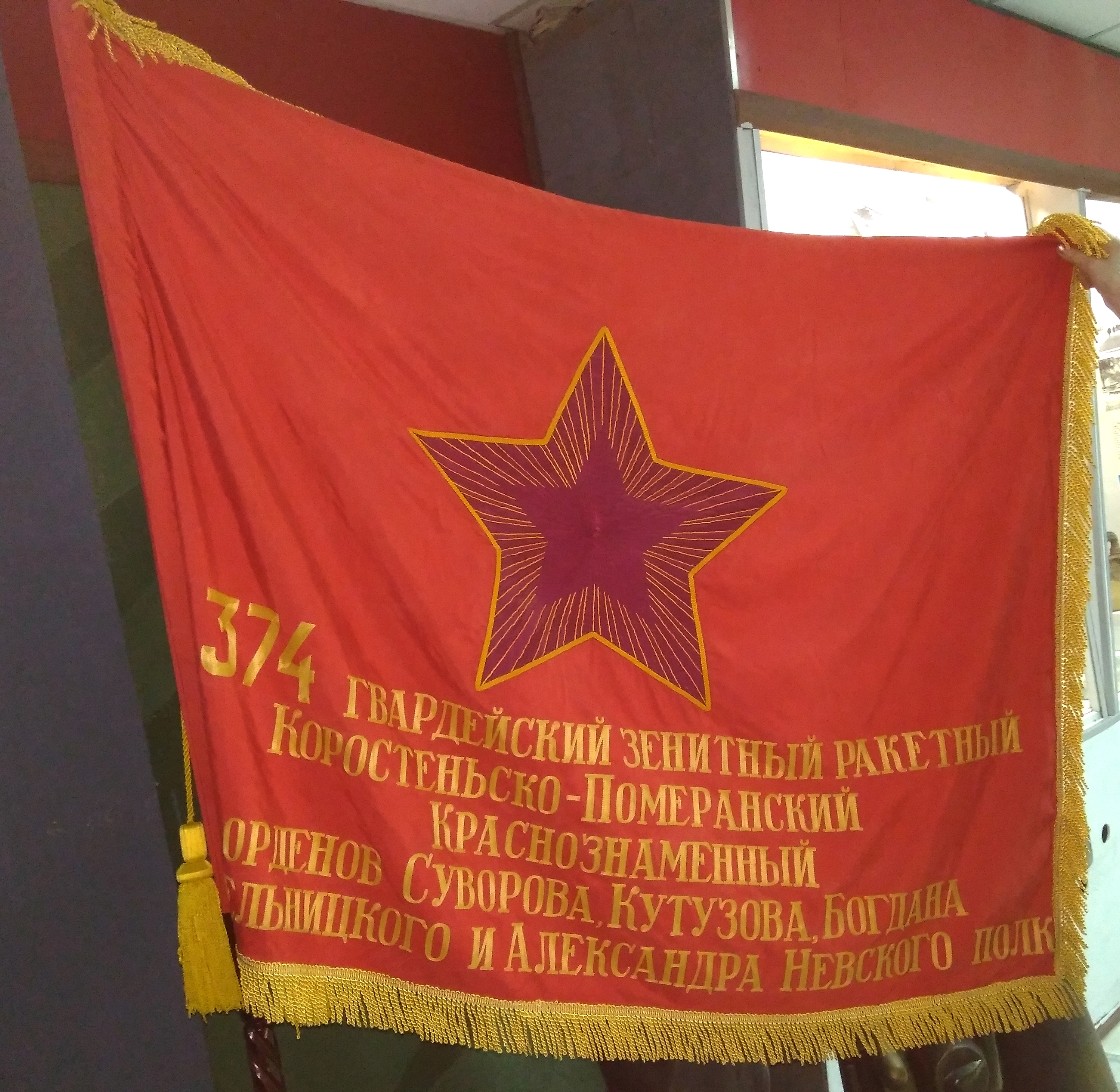
Боевое знамя 374-го гвардейского зенитного ракетного полка

В июле 1945 года полк вошёл в состав 28-го гвардейского стрелкового корпуса 8-й гв. А и был передислоцирован сначала в город Кала, а затем в город Гера в ГДР (ГСОВГ / ГСВГ).
15 декабря 1946 года переименован в 316-й гвардейский реактивно-артиллерийский полк (316-й ГРАП), с сохранением наименований и наград.
В январе 1960 года переформирован в 374-й гвардейский зенитный ракетный полк (374-й ГЗРП, в/ч 97638), с сохранением наименований и наград, перевооружён на зенитно ракетные комплексы С-75 «Десна» и передислоцирован в город Серебрянск в Восточно-Казахстанскую область КССР по охране воздушного пространства над Бухтарминской ГЭС, в составе 33-го корпуса ПВО САВО.
В 1971 году полк выполнил боевую задачу — был сбит американский шпионский автоматический дрейфующий аэростат.
С апреля 1980 года — в составе 56-го корпуса ПВО 14-й отдельной армии ПВО.
В 1992 году передислоцирован в Омск, а в 1994 г. — расформирован.

## Состав
- штаб полка;
- 444-й отдельный гвардейский миномётный дивизион, 14.08.1944 переименован в 1-й дивизион 316-го гв. минп;
- 445-й отдельный гвардейский миномётный дивизион, 14.08.1944 переименован во 2-й дивизион 316-го гв. минп;
- 446-й отдельный гвардейский миномётный дивизион, 14.08.1944 переименован в 3-й дивизион 316-го гв. минп;

В Действующей армии: 18.02.1943 — 15.03.1943; 28.04.1943 — 23.12.1943; 12.04.1944 — 9.05.1945;

## Подчинение
| дата      | фронт / округ            | армия                              | корпус                      | дивизия                 | примечания |
| --------- | ------------------------ | ---------------------------------- | --------------------------- | ----------------------- | --- |
| 1.12.1942 | МВО                      |                                    |                             | 3 тгмд                  | с 24.11.1942 — формирование полка, с 26.11.1942 в составе 3-й тгмд; |
| 1.01.1943 | МВО                      |                                    |                             | 3 тгмд, 5 гмд           | в 5-й гвмд с 7.01.1943 по 18.01.1943; |
| 1.02.1943 | Московский военный округ | 1 Уд. А, 1 ТА                      | 6 тк                        |                         | в МВО до 10.02.1943, затем — марш по полосе Калининского фронта в район сосредоточения город Осташков (СЗФ); в 1 Уд. А с 1.02.1943, с 15.02.1943 в составе 1 ТА — «Авангард № 3» Особая группа войск генерала М. С. Хозина — Демянская операция (15.02.1943 — 28.02.1943); |
| 1.03.1943 | СЗФ                      | 1 ТА                               | 6 тк                        |                         | до 14.03.1943, затем — ж/д марш в район города Курска (Воронежский фронт), прибыл — 28.03.1943; |
| 1.04.1943 | Резерв ВГК               | 1 ТА                               | 6 тк                        |                         | В резерве ВГК находился с 15.03.1943 по 28.04.1943; |
| 1.05.1943 | ВорФ                     | 1 ТА                               | 6 тк                        |                         | с 28.03.1943; |
| 1.06.1943 | ВорФ                     | 1 ТА                               | 6 тк                        |                         | Подготовка к обороне Курска; |
| 1.07.1943 | Воронежский фронт        | 1 ТА, 6 гв. А, 5 гв. А, 27 А, 40 А | 33 гск, 52 ск               | 375 сд                  | В 1 ТА до 4.07.1943, со 2.07.1943 — фронтовое подчинение; Курская битва (5.07.1943 — 23.08.1943); |
| 1.08.1943 | Воронежский фронт        | 40 А                               | 47 ск, 52 ск                | 206, 100, 237, 309 сд   | 19.08.1943 — освобождён город Лебедин; Белгородско-Харьковская операция (3.08.1943 — 23.08.1943); Битва за Днепр (25.08.1943 — 23.12.1943); |
| 1.09.1943 | Воронежский фронт        | 40 А                               | 47 ск, 52 ск                | 68 и 42 гв. сд, 237 сд  | 20.09.1943 — освобождён город Яготин; Сумско-Прилукская операция (26.08.1943 — 30.09.1943); |
| 1.10.1943 | ВорФ / 1-й УкрФ          | 40 А                               | 52 ск                       | 237 сд, 253 сд          | 20.10.1943 — Воронежский фронт переименован в 1-й Украинский фронт; Букринская операция (12.10.1943 — 24.10.1943); |
| 1.11.1943 | 1-й Украинский фронт     | 40 А, 60 А                         | 47 ск, 77 ск, 30 ск         | 112 сд, 121 сд, 141 сд  | с 8.11 по 10.11.1943 — перегруппировка с Букринского на Лютежский плацдарм, с 10.11.1943 в 60-й А; 17.11.1943 — освобождён г. Коростень; Киевская наступательная операция (3.11.1943 — 13.11.1943); Киевская оборонительная операция (13.11.1943 — 23.12.1943); За отличие в боевых действиях за освобождение города Коростень — Приказом ВГК № 44 от 18.11.1943 объявлена благодарность, дан салют в Москве и присвоено почётное наименование «Коростеньский»;   |
| 1.12.1943 | 1 УкрФ                   | 60 А                               | 18 гв. ск, 30 ск            | 70 гв. сд               | Вёл оборонительные действия на подступах к Киеву; С 23.12.1943 — в резерве СВГК КА; |
| 1.01.1944 | Резерв ВГК               |                                    |                             |                         | Со 2 января 1944 — ж/д марш в Московский военный округ; |
| 1.02.1944 | МВО                      |                                    |                             |                         | Переформирование полка — Городок ГМЧ (Москва); 23.02.1944 г. полк участвовал в параде частей Зеленоградского гарнизона; |
| 1.03.1944 | МВО                      |                                    |                             |                         | Переформирование полка — Городок ГМЧ (Москва); |
| 1.04.1944 | МВО                      |                                    |                             |                         | с 29.03.1944 — по железной дороге до станции Рожище у города Тужиск (ныне Турийск юго-западнее Ковеля), прибыл — 12.04.1944 в состав 69-й А (левое крыло 1 БелФ); |
| 1.05.1944 | 1 БелФ                   | 69 А                               | 25 ск                       | 77 гв. сд               | Участвовал в оборонительных боях юго-западнее Ковеля; |
| 1.06.1944 | 1-й Белорусский фронт    | 69 А, 28 А                         | 25 ск, 20 ск                | 41 сд, 4 сд             | с 4.06.1944 — по железной дороге до станции Останковичи, на правое крыло 1-го Белорусского фронта; с 12.06.1944 — в 28 А; Белорусская операция «Багратион» — (23.06.1944 — 29.08.1944); 30.06.1944 — освобождён город Слуцк; |
| 1.07.1944 | 1-й Белорусский фронт    | 28 А                               | 3 гв. ск, 128 ск            | 48 сд, 152 сд           | Освобождены города Белоруссии: 8.07.1944 — Барановичи, 17.07.1944 — Пружаны, 28.07.1944 — Брест; За освобождение Барановичей Приказом ВГК № 132 от 8.07.1944 объявлена благодарность и дан салют в Москве, а 27.07.1944 Указом ПВС СССР — орден Красного Знамени; |
| 1.08.1944 | 1-й БелФ                 | 28 А                               | 3 гв. ск, 20 ск             |                         | С 30.07.1944 вёл боевые действия против немецко-фашистских захватчиков на территории Польши; |
| 1.09.1944 | 1-й Белорусский фронт    | 28 А, 47 А, 70 А                   | 125 ск, 129 ск              | 175 сд, 132 сд, 328 сд  | Боевые действия на территории Польши; В 47-й А — с 5.09.1944 по 25.09.1944, с 25.09.1944 в 70 А; |
| 1.10.1944 | 1-й БелФ                 | 70 А, 47 А                         | 114 ск, 77 ск               | 76 гв. сд, 143 сд       | с 29.10.1944 в 47-й А; За образцовое выполнение заданий командования при овладении крепостью Прага (предместье Варшавы) — 31.10.1944 награждён орденом Александра Невского; |
| 1.11.1944 | 1-й БелФ                 | 47 А, 8 гв. А                      | 77 ск                       |                         | с 15.11.1944 в 8-й гв. А; |
| 1.12.1944 | 1-й БелФ                 | 8 гв. А                            | 28 гв. ск                   |                         | Подготовка к крупномасштабной операции; |
| 1.01.1945 | 1-й Белорусский фронт    | 8 гв. А, 5 Уд. А, 2 гв. ТА         | 9 ск, 12 гв. тк             | 301 сд                  | в 8-й гв. А до 3.01.1945, в 5-й Уд. А с 4.01 по 14.01.1945, перегруппировка из района Прага на Магнушевский плацдарм, с 14.01.1945 — во 2-й гв. ТА; Висло-Одерская наступательная операция (12.01.1945 — 3.02.1945); За отличные боевые действия по освобождению Варшавы — 17.01.1945 Приказом ВГК № 223 объявлена благодарность и дан салют в Москве, а за умелое выполнение боевых задач по освобождению Варшавы — 19.02.1945 орден Суворова 3-й степени;       |
| 1.02.1945 | 1-й Белорусский фронт    | 2 гв. ТА, 5 Уд. А                  | 9 гв. тк, 9 ск              | 65 гв. тбр, 33 гв. мсбр | в 5 Уд. А с 18 по 20.02.1945; Восточно-Померанская наступательная операция (10.02.1945 — 4.04.1945); За отличие в боях, при вторжении в пределы Немецкой Померании — Приказ ВГК № 057 от 5.04.1945 почётное наименование «Померанский»; |
| 1.03.1945 | 1-й Белорусский фронт    | 2 гв. ТА, 3 Уд. А, 47 А, 61 А      | 12 гв. тк, 12 гв. ск, 77 ск | 52 гв. сд               | в 3-й Уд. А с 27.02 по 2.03.1945, в 47-й А с 11.03 по 13.03.1945, в 61-й А — 16 — 17.03.1945, с 17.03 по 27.03.1945 во 2-й гв. ТА; Резерв фронта с 27.03.1945 по 8.04.1945; За взятие городов Голлнов, Штепенитц и Массов 7.03.1945 г. Приказом ВГК № 295 объявлена благодарность и дан салют в Москве; За высокое мужество и воинское мастерство в ходе овладения городом Альтдамм (Домбе) (взят 20.03.1945) — 3.05.1945 орден Богдана Хмельницкого 2-й степени; |
| 1.04.1945 | 1-й Белорусский фронт    | 8 гв. А, 1 гв. ТА, 69 А, 1 гв. ТА  | 29 гв. ск                   | 5 гмд, 64 гв. тбр       | Перегруппировка из Альтдамма на Кюстринский плацдарм; В 8-й гв. А с 9.04 по 15.04.1945, в 69-й А — 16.04.1945, в 1-й гв. ТА с 17.04.1945; Берлинская наступательная операция (16.04.1945 — 8.05.1945); |
| 1.05.1945 | 1-й Белорусский фронт    | 1 гв. ТА                           | 8 гв. мк, 6 акп             | 21 гв. мбр              | Взятие Берлина — 2.05.1945, с 3.05.1945 — в резерве фронта, марш в новый район сосредоточение — город Бернау — Артлагерь № 2; За образцовое выполнение заданий командования в боях за Берлин — 11.06.1945 орден Кутузова 3-й степени; |

## Награды и наименования
| Награды (Наименования)                 | Дата       | За что получена |
| -------------------------------------- | ---------- | --- |
| Гвардейский                            | 24.11.1942 | При формировании |
| Почётное наименование «Коростеньский»  | 18.11.1943 | За отличие в боях при овладении войсками армии важным ж/д узлом и крупным опорным пунктом обороны противника городом Коростень.                 |
| Орден Красного Знамени                 | 27.07.1944 | За отличие в боях за город Барановичи. |
| орден Александра Невского              | 31.10.1944 | За образцовое выполнение заданий командования при овладении крепостью Прага (предместье Варшавы) и проявленные войнами доблесть и мужество.     |
| орден Суворова 3-й степени             | 19.02.1945 | За умелое выполнение боевых задач при прорыве обороны немецко-фашистских войск южнее Варшавы и проявленные личным составом отвагу и мужество.   |
| Почётное наименование «Померанский»    | 5.04.1945  | За отличие в боевых действиях при вступлении в Восточную Померанию.                                                                             |
| орден Богдана Хмельницкого 2-й степени | 3.05.1945  | За мужество и воинское мастерство, проявленные войнами полка при овладения городом Альтдамм (Домбе).                                            |
| орден Кутузова 3-й степени             | 11.06.1945 | За образцовое выполнение заданий командования в боях при овладении столицей Германии городом Берлин и проявленные при этом доблесть и мужество. |

## Командиры
Командиры полка:
- гвардии майор Скирда Никита Васильевич (с 24 ноября 1942 до 19 декабря 1942 г., затем — командир 312-го гв. минп),
- гвардии майор / подполковник Хлопенко Алексей Ефимович (с 1 января 1943 по 31 декабря 1944 г.),
- гвардии подполковник Васильчев Михаил Евдокимович (с 1 января 1945 до 20 ноября 1945 г.),
- гвардии подполковник Панкратов Виктор Андрианович (22 ноября 1945—1947 г., бывший командир 49-го гв. минп);

Начальники штаба:
гвардии майор Михайлов Н. С. (с 24.11.1942 по 23.12.1943), гв. майор Мищенко Ефим Саввич (с 1.1944, погиб 30.04.1944), врид гв. майор Васильчев М. Е. (с мая по июнь 1944), гв. майор Пшеничный Василий Андреевич (с 6.1944 по 1947), гв. подполковник Мухачёв Яков Иванович (с 5.1947 по 10.1947);
Командиры дивизионов:
- 444-й огмдн / 1-й гмдн: Герой Советского Союза (с 7.04.1940) гв. майор Коломейцев Анатолий Филиппович (с 7.1943 по 8.1944, затем командир 47 ГМП), гв. капитан / майор Волостных Иван Михайлович (с 7.1944);
- 445-й огмдн / 2-й гмдн: гв. капитан / майор Мартынюк Николай Антонович (с 2.1943);
- 446-й огмдн / 3-й гмдн: гв. капитан / майор Куликов Владимир Андреевич (с 2.1943),

## Известные люди полка
- Герой Советского Союза гвардии майор Коломейцев Анатолий Филиппович (с января 1943 г. — командир дивизиона полка), с августа 1944 г. — командир 47-го гв. минп (подполковник), с 1958 по 1975 гг. — начальник факультета Военной академии имени Ленина (генерал-майор);
- гвардии старший сержант Пирожков Владимир Петрович (с 1942 по 1945 г. — командир топовычислительного отделения полка), с 12 марта 1971 по 29 января 1991 гг. — заместитель председателя КГБ СССР (генерал-полковник);
- гвардии подполковник Хлопенко Алексей Ефимович (с 1.1943 по 31.12.1944 г. — командир полка), в 60—70-х г.г. — генерал-инспектор Главной инспекции Министерства обороны СССР (генерал-полковник артиллерии)[19];
- гвардии подполковник Мухачёв Яков Иванович (с мая по октябрь 1947 г. — начальник штаба полка), с сентября 1961 по 5 октября 1966 г. — начальник Киевского танкового училища имени М. В. Фрунзе (генерал-майор артиллерии);
- гвардии старший лейтенант Векшин Николай Семёнович (в 1945 г. — командир огневого взвода полка), с июля 1966 по 1972 г. — начальник отдела Центра КИК по управлению космическими аппаратами связи «Молния-1» (полковник);
- гвардии капитан Репьев Олег Михайлович (до января 1945 г. — начальник связи полка), в 1960-х гг. — директор областной АТС;

## Память
- За героическое сражение в Курской битве в посёлке Яковлево (Белгородская область) к 30-летию Победы над фашистской Германией установлен памятник «Гвардейцам — миномётчикам 316-го полка»[20][21] (архитектор А. Т. Божко);
- Музей 316-го гвардейского миномётного полка в городе Серебрянск (Казахстан);
- Боевое Знамя 316-го гвардейского миномётного полка до 1990 года хранилось в Государственном историческом музее, сейчас — в Центральном музее Вооружённых Сил Российской Федерации.